# 尼古拉·格拉西莫維奇·庫茲涅佐夫
尼古拉·格拉西莫維奇·庫茲涅佐夫（俄语：Николай Герасимович Кузнецов，1904年7月24日—1974年12月6日）是一位蘇聯海軍高級將領，最高軍銜為「蘇聯海軍元帥」，曾於第二次世界大戰期間擔任苏联海军总司令，後獲「苏联英雄」榮譽称号。在約瑟夫·史達林晚年和尼基塔·赫魯雪夫執政时期曾两度被解职與降銜。1991年服役的俄罗斯海軍新航空母艦即命名為「库兹涅佐夫海军元帅号」以資紀念。

## 生平

### 早期經歷
1904年7月24日，庫茲涅佐夫出生於沃洛格達省德維納河流域的麥德維德卡（今屬阿爾漢格爾斯克州科特拉斯區）的農民家庭。1919年秋天，庫茲涅佐夫參加紅海軍北德維納河區艦隊，並在次年春天進入海軍學校學習。1925年加入蘇聯共產黨。1926年伏龍芝海軍學校畢業後調至黑海艦隊，在“紅色烏克蘭”號巡洋艦上擔任值班長、司爐連連長。1929年秋天，庫茲涅佐夫進入海軍學院深造。1932年，庫茲涅佐夫畢業後調派至“紅色高加索”號巡洋艦擔任大副，次年升任艦長。
1936年7月18日，西班牙軍人佛朗哥發起反共和政府的武裝叛亂，西班牙内战爆發，並得到納粹德國、義大利王國和葡萄牙的支持。此時，蘇聯則支持西班牙共和國政府。同年8月，庫茲涅佐夫出任蘇聯駐西班牙大使館海軍武官兼西班牙海軍總顧問，負責協同西班牙海軍護運來自蘇聯的武器裝備和志願人員。1937年8月，庫茲涅佐夫調任太平洋艦隊第一副司令。隔年1月，庫茲涅佐夫轉任「太平洋艦隊」司令，同時晉升中將。1938年7月，日軍在張鼓峰一帶與蘇聯爆發軍事衝突。庫茲涅佐夫帶領的「太平洋艦隊」參與了這場戰鬥，為陸軍部隊運送人員和物資。1939年2月，庫茲涅佐夫升任海軍第一副人民委員，一個月後出任海軍人民委員兼海軍總司令。為制止納粹德國發動戰爭，英法蘇開始談判。庫茲涅佐夫作為蘇聯海軍代表也參加了談判。
1939年9月，二戰爆發。蘇聯入侵波蘭，隨後又發動冬季戰爭，蘇聯海軍在對芬蘭戰爭中協助陸軍及空軍部隊打擊芬軍。1940年先後強迫合併波羅的海沿岸各國，取得了更多的海軍基地。1941年3月3日，在庫茲涅佐夫的建議下，海軍總司令部發出指示，命令各艦隊可對來犯者在無須警告下即可開炮。

### 苏德戰爭

#### 巴巴羅薩作戰
1941年6月21日晚上11點，庫茲涅佐夫被國防人民委員谢苗·康斯坦丁诺维奇·铁木辛哥召見，指示海軍各部進入完全戰備狀態。6月22日凌晨，德軍展開「巴巴羅薩作戰」，向蘇聯發動突然襲擊。次日，蘇聯政府組成以鐵木辛哥為主席的最高統帥部大本營，成員有朱可夫、史達林、莫洛托夫、伏羅希洛夫、布瓊尼和庫茲涅佐夫。1941年8月上旬，庫茲涅佐夫組織海軍航空兵，實施了對柏林的轟炸，以作為對德軍突襲蘇聯的反擊。8日凌晨，首次轟炸柏林成功，把7500公斤炸彈投向了目標，接著又有9次行動，轟炸德國本土目標，直至其出發基地失守。

#### 列寧格勒與莫斯科
列寧格勒圍城戰期間，蘇聯波羅的海艦隊只控制著列寧格勒沿岸的狹小海域，該艦隊的岸炮、艦炮、水兵都投入了列寧格勒保衛戰的戰事。
1941年10月13日庫茲涅佐夫的海軍人民委員部奉命撤出莫斯科，只留下必須的人員。18日，國防委員會決定組建25個海軍步兵旅（海軍陸戰旅）。庫茲涅佐夫下令各艦隊抽調4萬人作為骨幹。這些海軍步兵成為了保衛莫斯科的重要力量之一。1942年春天，海軍步兵正式成為蘇聯海軍的組成部分。

#### 反攻
1943年，蘇軍在斯大林格勒取得轉折性的勝利，蘇聯海軍的任務因整體戰略形勢的改變而發生了變化。庫茲涅佐夫下令黑海艦隊打擊敵軍的交通線，保障蘇軍海上運輸。1943年10月20日，庫茲涅佐夫受命來到黑海，指揮海軍參加解放克里米亞的戰鬥。1944年初，德軍對列寧格勒的包圍被打破。為了鼓勵海軍將士，在庫茲涅佐夫的主持下，海軍人民委員部在最高蘇維埃批准後，設立烏沙科夫勳章、納希莫夫勳章和獎章。
1945年，納粹德國敗局已定。2月，蘇美英三國首腦在黑海北岸的雅爾達舉行會議。庫茲涅佐夫代表紅海軍參加這次會議，向盟國提出把投降的義大利軍艦向蘇聯分配的要求。蘇聯隨後得到了250艘各類軍用艦隻。這件事使得最高統帥相當滿意。從雅爾達回到莫斯科，庫茲涅佐夫得到通知：從2月2日起，庫茲涅佐夫和亞歷山大·米哈伊洛維奇·華西列夫斯基、阿列克谢·因诺肯季耶维奇·安东诺夫一起成為最高統帥部大本營成員。

#### 德國投降
1945年5月8日德國投降。6月庫茲涅佐夫來到柏林參加波茨坦會議。此後，蘇聯對日宣戰。8月8日，庫茲涅佐夫抵達蘇聯遠東城市赤塔，負責指揮對日作戰時的陸海軍協調行動。在戰爭結束時，庫茲涅佐夫被授予「蘇聯英雄」榮譽稱號和「列寧勳章」。

### 戰後
1947年史達林下令逮捕庫茲涅佐夫等幾位紅海軍高級軍官，罪名是和美、英交換情報時讓蘇聯受損失。在1942年9月，蘇聯和英國簽署雙方海軍之間有關海軍軍事技術和軍事情報的互助協定，此後蘇聯又和美國簽署類似協議，史達林曾親自批准將蘇聯海軍手裡的德國魚雷贈送予英國供其研究。審查後，沒有查出庫茲涅佐夫犯有嚴重過失，最後軍事總檢察長烏爾利希上將宣佈處理結果，庫茲涅佐夫被降為少將，調到太平洋艦隊任職。
1950年庫茲涅佐夫再次出任太平洋艦隊司令，1951年7月再度出任海軍部長（即海軍總司令）。1953年，庫茲涅佐夫擔任國防部第一副部長兼海軍總司令。1955年3月，獲得蘇聯海軍元帥軍銜。1955年10月，原義大利海軍的“凱撒”號（根據波茨坦協定作為義大利對蘇聯的戰爭賠償），其時蘇聯最大、戰鬥力最強的軍艦“新羅西斯克”號戰列艦在塞瓦斯托波爾港爆炸沉沒，因此，1955年年底庫茲涅佐夫被解除國防部第一副部長兼海軍總司令職務，次年2月降為海軍中將退役，由謝爾蓋·格奧爾基耶維奇·戈爾什科夫接替其職務。
1974年12月6日，庫茲涅佐夫在莫斯科去世，終年70歲，安葬于紅場克里姆林宮宮牆下。1988年7月26日，蘇聯最高蘇維埃主席團恢復庫茲涅佐夫的蘇聯海軍元帥軍銜與所有榮譽。

## 榮譽

### 蘇聯勳章
|  | 蘇聯英雄金星獎章：1945年9月14日           |
|  | 列寧勳章：1937年，1945年，1945年，1952年) |
|  | 紅旗勳章：1937年，1944年，1950年          |
|  | 一級烏沙科夫勳章：1944年，1945年          |
|  | 紅星勳章 ：1935年                         |
|  | 榮譽勳章                                  |
|  | 保衛高加索獎章                            |
|  | 保衛莫斯科獎章                            |
|  | 1941-1945年偉大衛國戰爭戰勝德國獎章       |
|  | 1941-1945年伟大衛國戰爭二十週年紀念獎章   |
|  | 工農紅軍二十週年紀念獎章                  |
|  | 苏维埃陆军海军三十周年奖章                |
|  | 蘇聯武裝力量四十週年紀念獎章              |
|  | 蘇聯武裝力量五十週年紀念獎章              |
|  | 榮譽武器 – 鑲有金色蘇聯國徽的配劍：1932年 |

## 著作
- 《前夕》（1966年）
- 《海军的战斗警报》（1971年）
- 《在遥远的子午线上》（1971年）
- 《把握航向，驶向胜利》（1975年）

## 註腳
1. ↑  吳榮華（2014年），第312页